# عبد الله عبد القادر (لاعب كرة قدم)
عبد الله عبد القادر (مواليد 2 يوليو 1989، لاعب كرة قدم إماراتي يجيد اللعب في الوسط.
لعب سابقاً لأندية الجزيرة والشارقة و دبي وعجمان و الظفرة و حتا.

## روابط خارجية
- عبد الله عبد القادر على موقع Soccerway.com (الإنجليزية)